# Sokobanja
Sokobanja városa az azonos nevű község székhelye Szerbiában, a Zaječari körzetben.

## Népesség
- 1948-ban 3 370 lakosa volt.
- 1953-ban 3 984 lakosa volt.
- 1961-ben 4 227 lakosa volt.
- 1971-ben 5 554 lakosa volt.
- 1981-ben 7 204 lakosa volt.
- 1991-ben 8 439 lakosa volt
- 2002-ben 8 407 lakosa volt, melyből 8 059 szerb (95,86%), 112 cigány, 61 montenegrói, 24 macedón, 15 jugoszláv, 10 gorai, 9 albán, 8 valch, 7 horvát, 7 muzulmán, 4 magyar, 3 szlovén, 2 bolgár, 2 ukrán, 1 bosnyák, 1 cseh, 1 orosz, 1 szlovák, 50 ismeretlen.

## A községhez tartozó települések
- Beli Potok (Sokobanja)
- Blendija
- Bogdinac
- Cerovica (Sokobanja)
- Dugo Polje (Sokobanja)
- Jezero (Sokobanja)
- Jošanica (Sokobanja)
- Levovik
- Milušinac
- Mužinac
- Nikolinac
- Novo Selo (Sokobanja)
- Poružnica
- Radenkovac
- Resnik (Sokobanja)
- Rujevica
- Sesalac
- Trgovište (Sokobanja)
- Trubarevac
- Vrbovac (Sokobanja)
- Vrmdža
- Čitluk (Sokobanja)
- Šarbanovac (Sokobanja)
- Žučkovac